# 애니콜 햅틱
애니콜 햅틱(Anycall Haptic)은 삼성전자에서 2008년 3월 25일에 출시한 휴대 전화이다. SCH-W420은 SK텔레콤 전용 모델이고 SPH-W4200은 KT 전용 모델이다.